# Любушка земя
Любушка земя (на полски: Ziemia lubuska; на латински: Terra Lebus; на немски: Land Lebus, Lebuser Land; на чешки: Lubušsko) е историческа област поделена между Полша и Германия. Заема площ от ок. 4000 км2. Столица е град Лебус (Любуш).

## География
Областта се намира в западната част на Полша (Любушко войводство) и североизточната част на Германия (Бранденбург). Разположена е по-средното течение на река Одра.

## История
Любушката земя носи името на славянското племе любошани, което я е населявало.

## Граници
На изток областта граничи с Великополша, на север със Западна Померания, на юг с Лужица и Долна Силезия и на запад с Маркграфство Бранденбург.

## Градове
- Костшин над Одра
- Слубице
- Суленчин
- Жепин
- Ошно Любушке
- Витница
- Тожим
- Франкфурт на Одер – Германия
- Лебус (Любуш) – Германия

## Фотогалерия
- Любуш
- Костшин над Одра
- Суленчин
- Франкфурт на Одер